# Kabupaten Sanggau
Kabupaten Sanggau är ett kabupaten i Indonesien.   Det ligger i provinsen Kalimantan Barat, i den nordvästra delen av landet, 800 km nordost om huvudstaden Jakarta. Antalet invånare är 408 468.